# 刘宰
參數所指定的目標頁面不存在，建議更正成存在頁面或直接建立下列一個頁面（建立前請先搜尋是否有合適的存在頁面可以取代）：
- 刘宰 (庸乡侯)

劉宰（1165年—1239年），字平国，金壇人。
绍熙元年（1190年）進士，調任江寧县尉。當時江寧好行巫术，刘宰徹底整頓。歷官真州司法参军、知泰兴县等。嘉定元年（1208年）辞官歸里，居家三十餘年，致力於慈善救济事業。嘉定二年（1209年）、十七年（1224年）、紹定元年（1228年）三次與人合辦粥局；第一次開設長達半年，每日有數千人受惠。嘉定十七年（1226年）金壇大饑，每日有萬餘人受惠。理宗嘉熙三年（1239年）卒，年七十四。同鄉好友兼親家王遂辑其遗文成《漫塘文集》三十六卷，未及刊刻，被宋理宗收入秘閣。明正徳間大学士靳贵从阁中抄出，王家後人王臬於嘉靖年間重刻。金沙八景之一的“漫塘春水”是他的故居，今不存。錢鍾書認為劉宰詩作並不出色，但真情流露，《宋詩選注》選《開禧紀事》和《野犬行》兩首。

## 延伸阅读
[在维基数据编辑]
 《宋史·卷401》，出自脱脱《宋史》